# Vincas Bacevičius
Vincas Bacevičius (Wincenty Bacewicz, * 16 mai 1875, Ardzijauskuose, Ludzas - † 22 décembre 1952, Kaunas) est un pianiste et un compositeur lituanien de musique classique.
Ses enfants Grażyna Bacewicz, Vytautas Bacevičius et Kiejstut Bacevičius ont suivi ses pas et ont été aussi compositeurs.
En 1939, Vincas Bacevičius est allé en Amérique du Sud où il a effectué une tournée dans différents pays.
Son ample production comprend quatre symphonies, de la musique de piano, un ballet et des mélodies.